# Sarcasm
Sarcasmul este o remarcă „amară, ascuțită sau batjocură”. Deși ironia și subestimarea este prezentă în contextul imediat, majoritatea oamenilor disting sarcasmul de ironie; sarcasmul a fost catalogat ca o posibilă hărțuire în anumite circumstanțe.

## Origine
A fost observat pentru prima dată în limba engleză în anul 1579, în lucrarea The Shepheardes Calender.
Cuvântul vine din vechea Greacă σαρκασμός (sarkasmos), derivat din cuvântul σαρκάζειν, care înseamnă „a rupe carne, scrâșni dinții, vorbi cu amărăciune”.

## Utilizare
Sarcasmul este o ironie aspră, usturătoare; batjocură necruțătoare sau vorbă, frază, expresie sarcastică. 
Comentariile critice și ostile se pot spune și într-o formă ironică, de exemplu: „nu munci prea mult”, zisă unui leneș. Sarcasmul are nevoie de un anume ton, care sa indice ironia sau remarca dura, pentru a putea fi înțeles mai ușor. Sub forma de text este, deseori, mai dificil de evidențiat o remarcă sarcastică.

## Înțelegere
Pentru a înțelege subtilitatea acestui fel de comunicare, e nevoie de un al doilea tip de interpretare din partea vorbitorului. Înțelegerea sarcasmului poate lipsi la unele persoane care prezintă leziuni  ale creierului, demență, autism (deși nu întotdeauna) iar aceasta percepție a fost localizata de RMN în creasta parahipocampului.
Perspectivele culturale are sarcasmului variază foarte mult, însă câteva culturi și grupuri lingvistice, îl găsesc ofensiv în diferite măsuri. Thomas Carlyle îl disprețuiește: „Sarcasmul, îl văd acum, în general, ca fiind limba diavolului; motiv pentru care am renunțat la el” Feodor Dostoievski, pe cealaltă parte, recunoaște în sarcasm, un strigăt de durere; el spune: „de obicei,sarcasmul, este ultimul refugiu al oamenilor modești și a celor cu sufletul curat atunci când intimitatea sufletului lor este grosolan și supărător invadata”. Pe internet, ghidurile care te îndreaptă sau te învață sarcasmul, includ avertizări care atenționează la riscurile folosirii unui astfel de limbaj.

## Punctuație
Până în prezent, nu exista un anume simbol care sa indice utilizarea sarcasmului în conversația scrisă, deși au fost propuse câteva, precum semnul întrebării întors de la stânga (?) la dreapta ();   a fost inventat de Henry Denham în 1580 și  utilizat la sfârșitul unei întrebări retorice, întrebare care nu așteaptă răspuns. Utilizarea lui s-a sfârșit în secolul XVII. La sfârșitul secolului XIX, poetul francez Alcanter de Brahm, a propus simbolul (⸮) pentru a marca ironia și a indica propozițiile care trebuie înțelese la un nivel secund. Fiecare dintre aceste semne de punctuație, și în unele cazuri ghilimelele („”), sunt utilizate pentru a indica utilizarea ironiei sau sarcasmului.